# Škoda 973
Škoda 973, známá také jako Babeta je prototyp vojenského automobilu s pohonem všech kol, který v letech 1952–1956 vyráběla mladoboleslavská automobilka AZNP. Celkem vznikly tři verze: čtyřmístná otevřená, čtyřdveřová, prodloužená dvoudveřová (radiovůz). Vznikly přibližně tři desítky vozů.
Původní objem motoru 1221 cm³ byl zvýšen na 1491 cm³ a agregát dosahoval výkonu 38,3 kW. Vůz měl čtyřstupňovou převodovku a pohon všech kol se závěrkou diferenciálu. Pohotovostní hmotnost vozu byla 1560 kg a nejvyšší rychlost 90 km/h. K sériové výrobě nedošlo z důvodu unifikace výzbroje armád Varšavské smlouvy.